# Farnese Vini-Selle Italia/Saison 2012
Dieser Artikel listet Erfolge und Fahrer des Radsportteams Farnese Vini-Selle Italia in der Saison 2012 auf.

## Erfolge in der UCI WorldTour
Bei den Rennen der UCI WorldTour im Jahr 2012 gelangen dem Team nachstehende Erfolg.
| Datum   | Rennen                   | Sieger           |
| ------- | ------------------------ | ---------------- |
| 20. Mai | 15. Etappe Giro d’Italia | Matteo Rabottini |
| 24. Mai | 18. Etappe Giro d’Italia | Andrea Guardini  |

## Erfolge in der UCI Asia Tour
Bei den Rennen der UCI Asia Tour im Jahr 2012 gelangen dem Team nachstehende Erfolge.
| Datum       | Rennen                          | Kat. | Sieger          |
| ----------- | ------------------------------- | ---- | --------------- |
| 25. Februar | 2. Etappe Tour de Langkawi      | 2.HC | Andrea Guardini |
| 26. Februar | 3. Etappe Tour de Langkawi      | 2.HC | Andrea Guardini |
| 27. Februar | 4. Etappe Tour de Langkawi      | 2.HC | Andrea Guardini |
| 2. März     | 8. Etappe Tour de Langkawi      | 2.HC | Andrea Guardini |
| 3. März     | 9. Etappe Tour de Langkawi      | 2.HC | Andrea Guardini |
| 4. März     | 10. Etappe Tour de Langkawi     | 2.HC | Andrea Guardini |
| 8. Juli     | 9. Etappe Tour of Qinghai Lake  | 2.HC | Andrea Guardini |
| 9. Juli     | 10. Etappe Tour of Qinghai Lake | 2.HC | Andrea Guardini |
| 11. Juli    | 12. Etappe Tour of Qinghai Lake | 2.HC | Andrea Guardini |

## Erfolge in der UCI Europe Tour
Bei den Rennen der UCI Europe Tour im Jahr 2012 gelangen dem Team nachstehende Erfolge.
| Datum        | Rennen                                          | Kat. | Sieger             |
| ------------ | ----------------------------------------------- | ---- | ------------------ |
| 28. April    | Gran Premio Industria & Artigianato di Larciano | 1.1  | Filippo Pozzato    |
| 19. Mai      | Jūrmala Grand Prix                              | 1.1  | Rafael Andriato    |
| 29. Juli     | Trofeo Matteotti                                | 1.1  | Pierpaolo De Negri |
| 19. August   | Châteauroux Classic de l’Indre                  | 1.1  | Rafael Andriato    |
| 25. August   | Giro del Veneto                                 | 1.HC | Oscar Gatto        |
| 5. September | 3. Etappe Giro di Padania                       | 2.1  | Oscar Gatto        |

## Platzierungen in UCI-Ranglisten
| UCI Continental Circuit | Platz |
| ----------------------- | ----- |
| UCI America Tour 2012   | 20    |
| UCI Asia Tour 2012      | 10    |
| UCI Europe Tour 2012    | 14    |

## Abgänge – Zugänge
| Zugänge                        | Team 2011                   | Abgänge            | Team 2012                   |
| ------------------------------ | --------------------------- | ------------------ | --------------------------- |
| Filippo Pozzato                | Katusha Team                | Giovanni Visconti  | Movistar                    |
| Alfredo Balloni                | Lampre-ISD                  | Takashi Miyazawa   | Team Saxo Bank-Tinkoff Bank |
| Cristian Benenati              | De Rosa-Ceramica Flaminia   | Otávio Bulgarelli  | Funvic-Pindamonhangaba      |
| Luca Ascani                    | D’Angelo & Antenucci-Nippo  | Alessandro Bisolti | Team Idea                   |
| Kevin Hulsmans                 | Donckers Koffie-Jelly Belly | Andrea Noè         | Karriereende                |
| Rafael Andriato                | Trevigiano Dynamon Bottoli  | Patrik Sinkewitz   | Dopingsperre                |
| Umberto Nardecchia (ab 16.05.) | Team Nippo (2010)           | Gianluca Mirenda   | Unbekannt                   |
| Alessandro Proni (ab 26.07.)   | Acqua & Sapone              | Emanuele Vona      | Unbekannt                   |
| Stefano Borchi (ab 26.07.)     | De Rosa-Ceramica Flaminia   |                    |                             |
| Cristiano Monguzzi (ab 20.09.) | Utensilnord Named           |                    |                             |

## Mannschaft
| Fahrer             | Geburtsdatum       | Land         |              |
| ------------------ | ------------------ | ------------ | ------------ |
| Rafael Andriato    | 20. Oktober 1987   | Brasilien    |              |
| Luca Ascani        | 29. Juni 1983      | Italien      |              |
| Alfredo Balloni    | 20. September 1989 | Italien      |              |
| Cristian Benenati  | 15. Juli 1982      | Italien      |              |
| Thomas Bertolini   | 10. Juli 1988      | Italien      |              |
| Stefano Borchi     | 9. März 1987       | Italien      |              |
| Diego Caccia       | 31. Juli 1981      | Italien      |              |
| Pierpaolo De Negri | 5. Juni 1986       | Italien      |              |
| Roberto De Patre   | 13. September 1988 | Italien      |              |
| Francesco Failli   | 16. Dezember 1983  | Italien      |              |
| Elia Favilli       | 31. Januar 1989    | Italien      |              |
| Oscar Gatto        | 1. Januar 1985     | Italien      |              |
| Leonardo Giordani  | 27. Mai 1977       | Italien      |              |
| Andrea Guardini    | 12. Juni 1989      | Italien      |              |
| Kevin Hulsmans     | 11. April 1978     | Belgien      |              |
| Luca Mazzanti      | 4. Februar 1974    | Italien      |              |
| Cristiano Monguzzi | 31. August 1985    | Italien      |              |
| Umberto Nardecchia | 11. Mai 1981       | Italien      |              |
| Filippo Pozzato    | 10. September 1981 | Italien      |              |
| Alessandro Proni   | 28. Dezember 1982  | Italien      |              |
| Matteo Rabottini   | 14. August 1987    | Italien      |              |
| Davide Ricci Bitti | 12. Februar 1984   | Italien      |              |
| Stagiaires         | Stagiaires         | Nationalität | Nationalität |
| Giuseppe Rufo      | Giuseppe Rufo      | Italien      |              |
| Sebastian Stamegna | Sebastian Stamegna | Italien      |              |
| Antonio Viola      | Antonio Viola      | Italien      |              |